# 오노촌 (효고현 미하라군)
오노촌(大野村)은 효고현 미하라군에 설치되었던 촌이다. 현재의 스모토시에 해당한다.

## 역사
- 1889년 4월 1일 - 정촌제 시행에 의해 미하라군 오노촌이 성립하였다.
- 1933년 4월 1일 - 쓰나군 스모토정에 편입해 동일 오노촌은 폐지되었다.

## 참고문헌
- 가도카와 일본지명 대사전 28권 효고현